# بادي أوبراين (حكم اتحاد الرغبي)
بادي أوبراين (بالإنجليزية: Paddy O'Brien)‏ هو حكم اتحاد الرغبي ‏ وضابط شرطة نيوزيلندي، ولد في 19 يوليو 1959 في إقليم سوثلاند في نيوزيلندا.